# Крыловка (Казань)
Крыловка (тат. Крыловка, Крылуфка) — историческая местность в Кировском районе Казани.

## География
Крыловка расположена в западной части Кировского района и с трёх сторон окружена районами многоэтажной застройки, южнее расположена Ягодная слобода.

## История
Крыловка возникла не позднее начала XX века и находилась за городской чертой, на земле казённого ведомства. Точное время присоединения Крыловки к городу неизвестно, но к 1920 году она уже являлась частью города.
На конец 1920-х годов Крыловка состояла из семи улиц: Вольная, Комсомольская, Коммунаров, Большая и Малая Крыловки, Свободная, Труда.
К 1940-м годам небольшой посёлок разросся и фактически слился с соседними слободами Восстания (на севере и западе) и Ягодной (на юге).
С начала 2000-х годов началась застройка территории слободы многоэтажными домами.

## Улицы
- Батыршина (часть)
- Большая Крыловка
- Вольная 1-я
- Вольная 2-я
- Галимджана Баруди (часть)
- Герцена[тат.] (часть)
- Гончарова[тат.] (часть)
- Дежнёва
- Иртышская
- Канашская
- Кольцова[тат.] (часть)
- Коммунаров
- Красный Маяк
- Ломоносова
- Малая Крыловка
- Межевая (часть)
- Межевой переулок
- Низовая
- Одноэтажная
- Осипенко
- Перспективная
- Петрова
- Пилотская
- Повстанческая (часть)
- Полевая
- Поперечно-Базарная (часть)
- Просторная
- Серова
- Труда
- Щедрина

## Транспорт

### Троллейбус
В 1953-2010 годах через Крыловку ходил троллейбусный маршрут № 3; в середине 1980-х годов также проходил временный маршрут № 10а.

### Трамвай
Трамвайная линия на улице Большая Крыловка была проложена в 2010 году; по ней начал ходить трамваи девятого и четырнадцатого маршрутов, а в 2012 году последний сменил маршрут № 5. В 2013 году маршрут № 9 переименован в маршрут № 1.

## Галерея

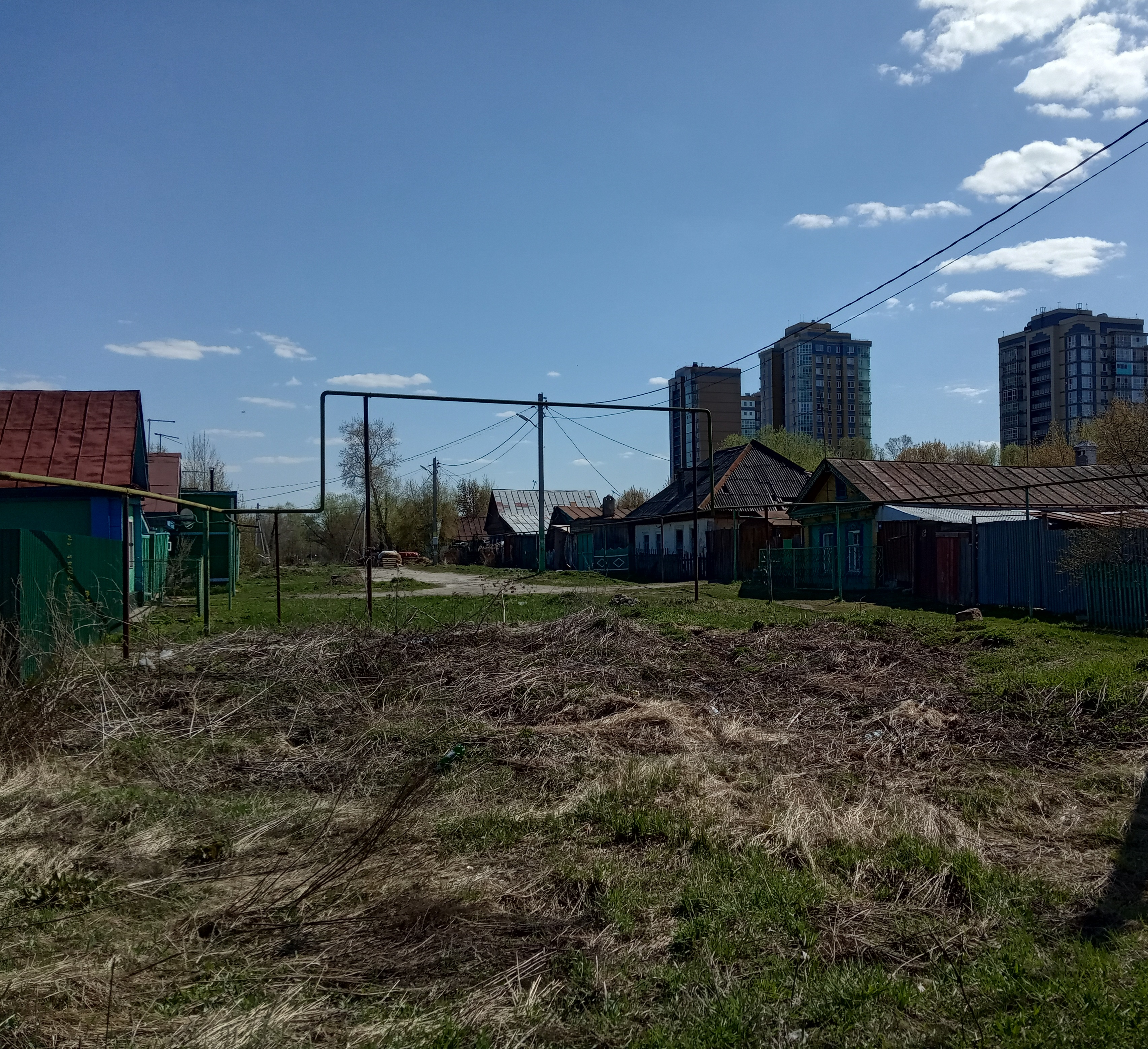
Улица Гончарова
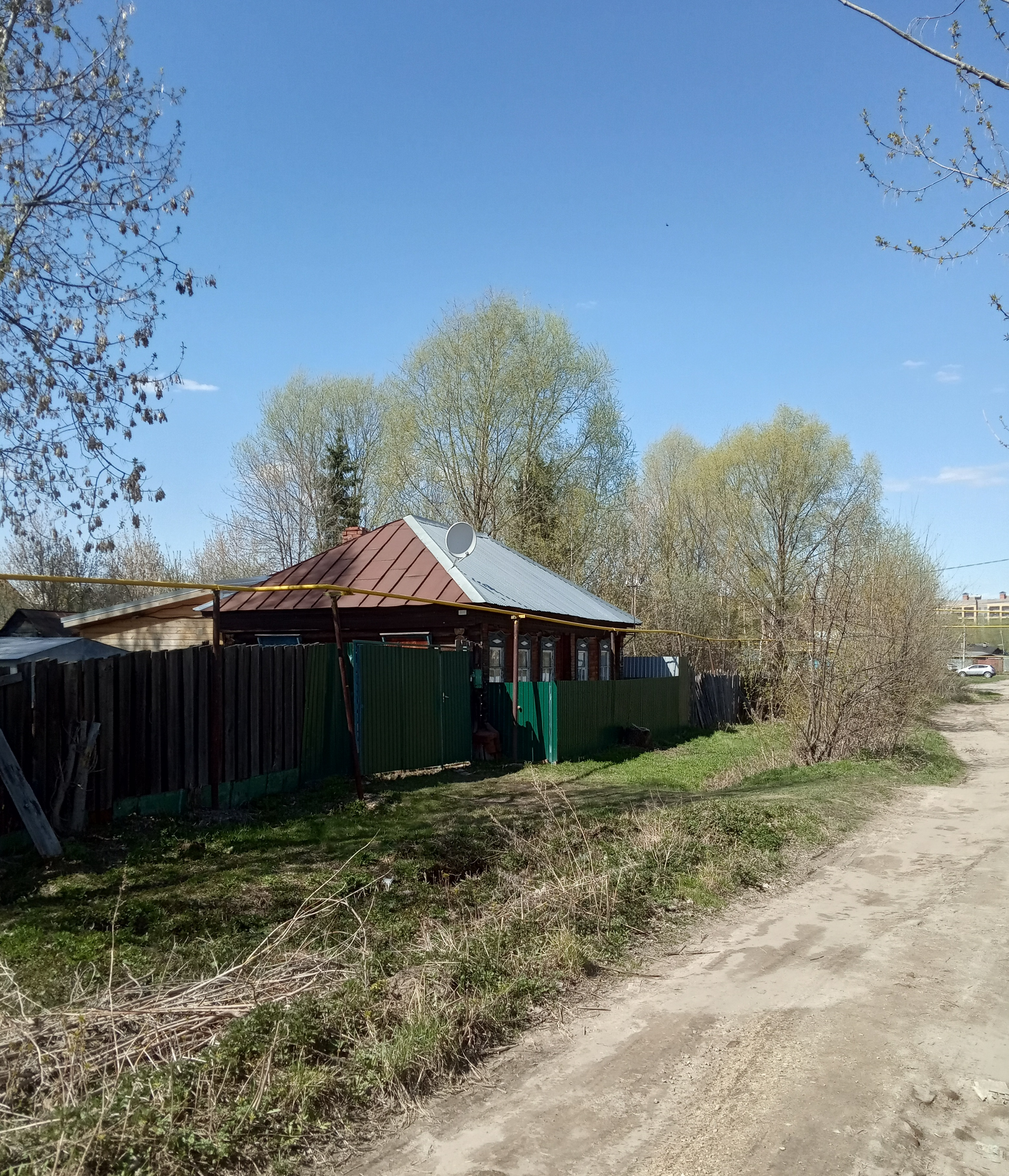
улица Герцена
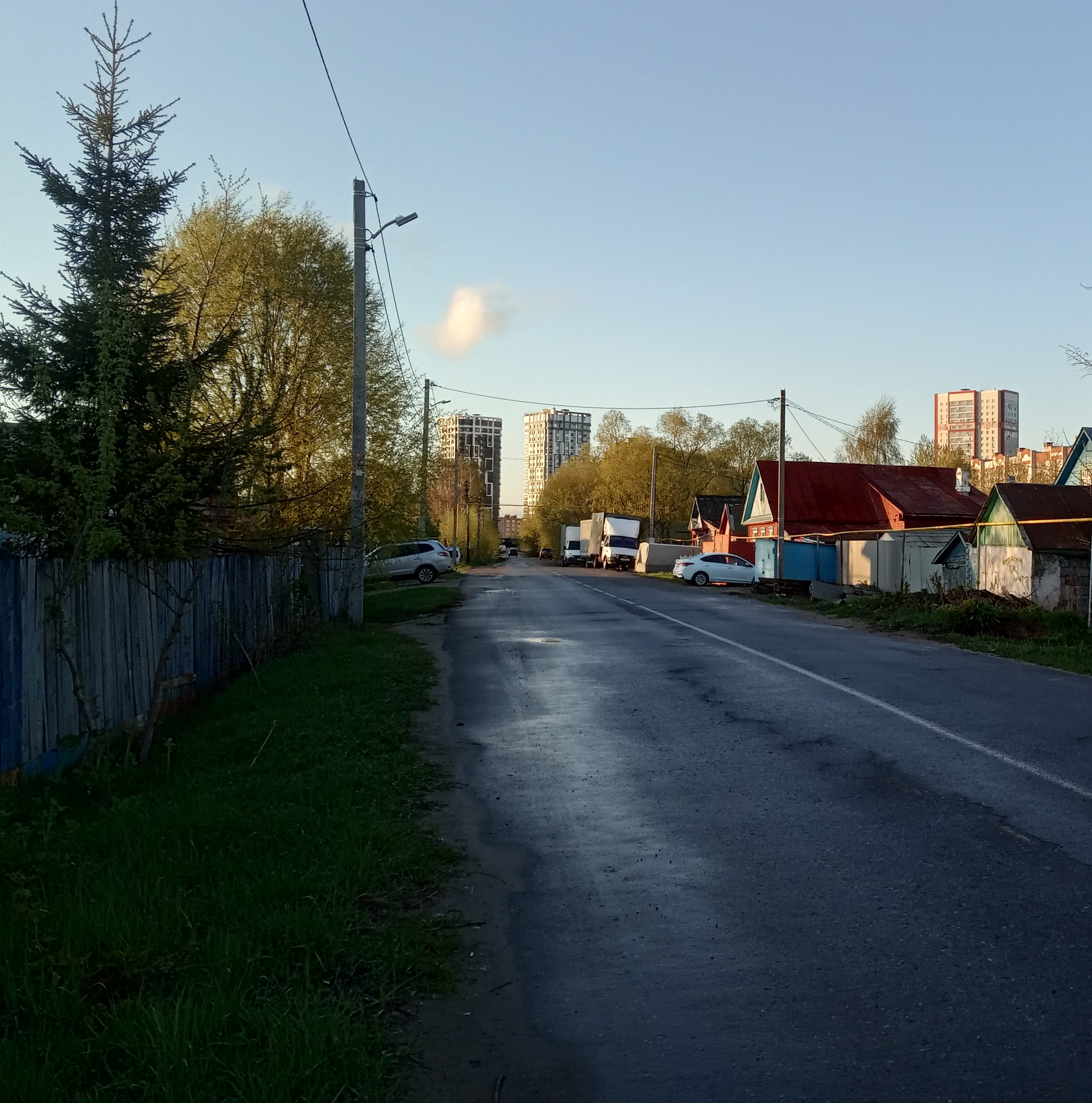
улица Малая Крыловка
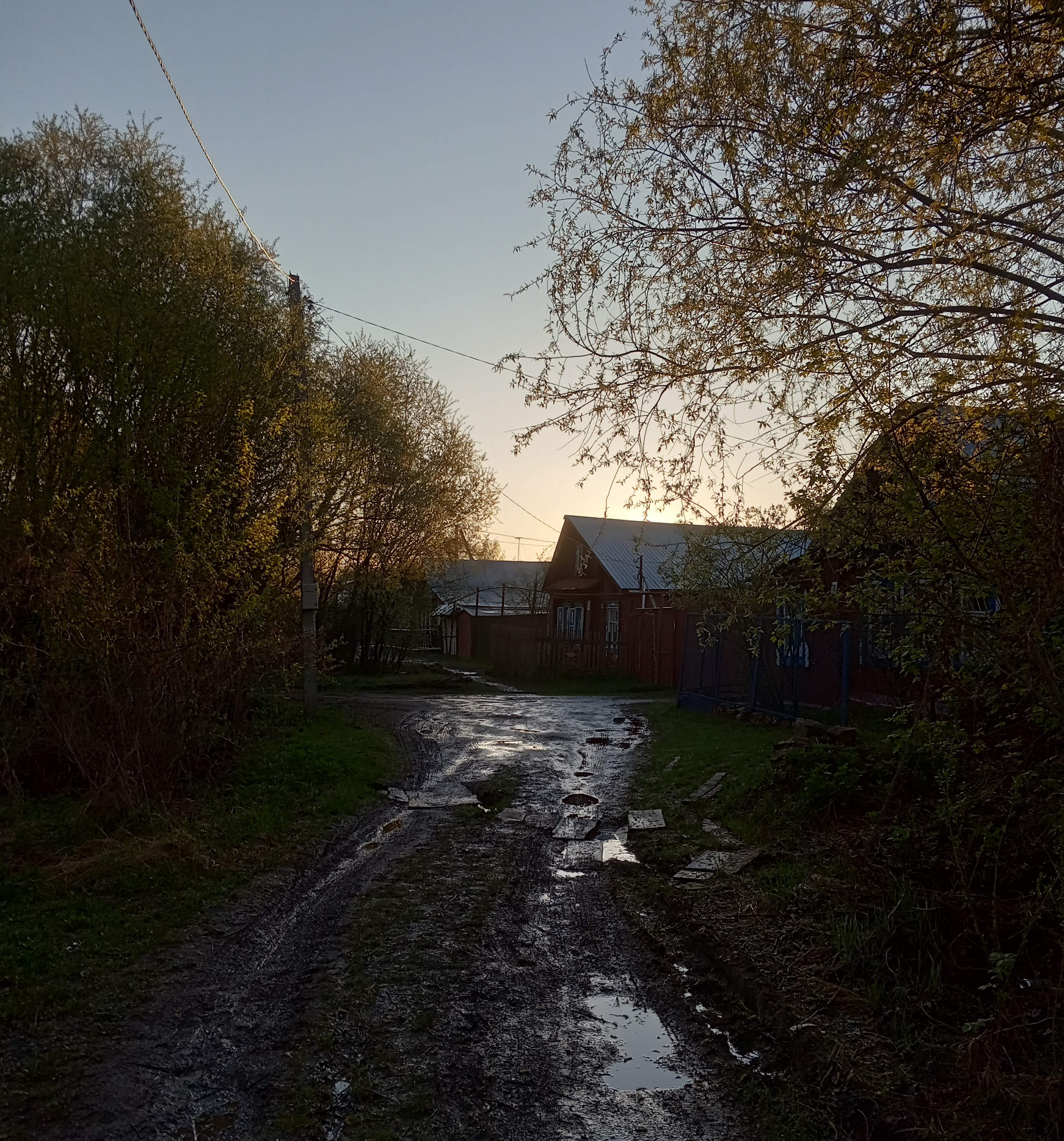
улица Коммунаров

### Комментарии
1. ↑  латиница: Krılovka, Krılufka